# Gustave Vanaise

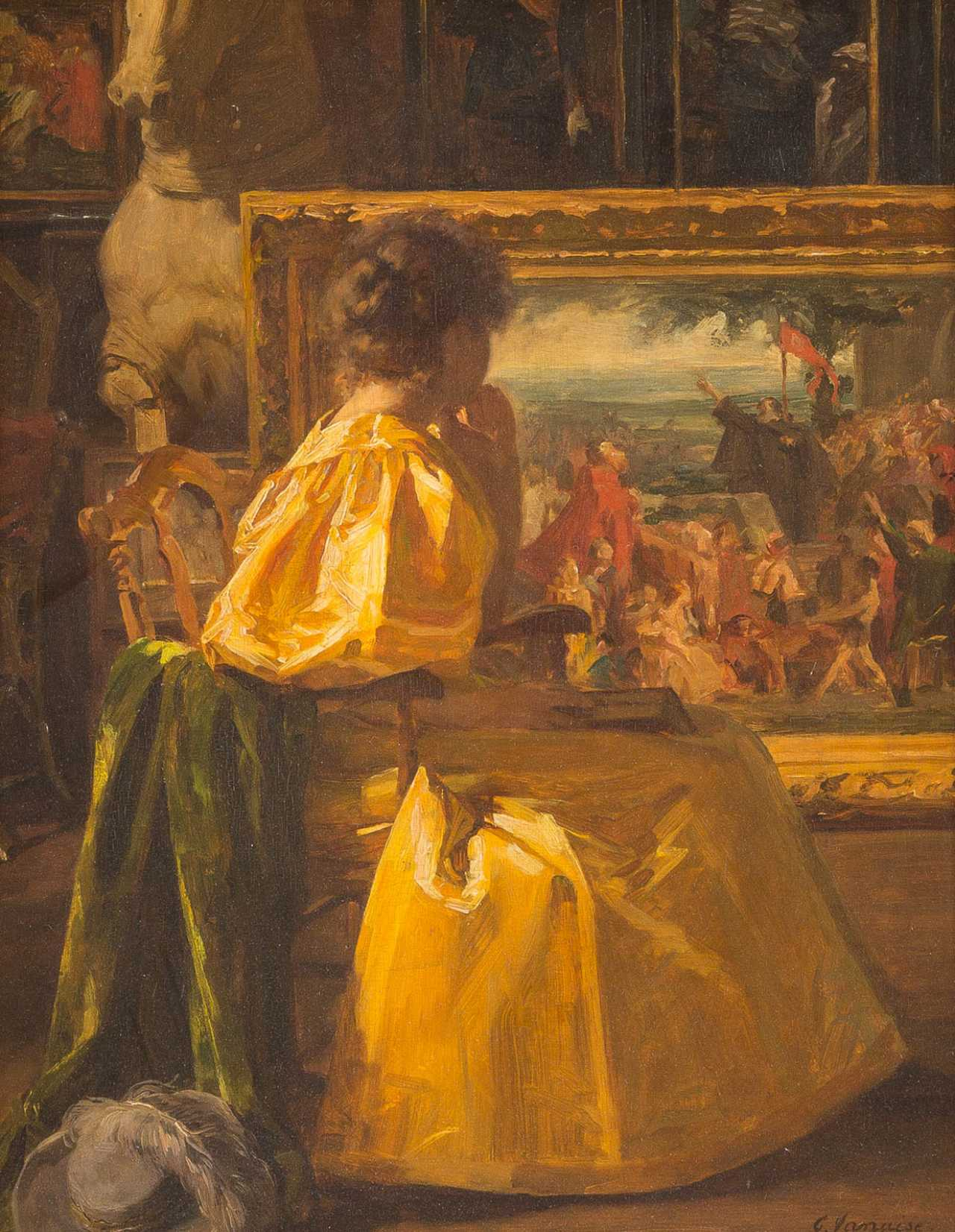
Der Besuch im Atelier

Gustave Vanaise, eigentlich: Gustavus Antonius Maria Van Aise (* 4. Oktober 1854 in Gent; † 20. Juli 1902 in Saint-Gilles/Sint-Gillis) war ein belgischer Porträt-, Genre- und Aktmaler.
Vanaise studierte an der Académie royale des beaux-arts de Gand bei Théodore-Joseph Canneel. Danach verbrachte er einige Jahre in Paris, unternahm von 1882 bis 1883 eine Studienreise nach Italien und 1887 nach Spanien.
In einigen seiner Werke ist der Einfluss alter Meister, wie Peter Paul Rubens bemerkbar.
Vanaise war am 28. Oktober 1883 Gründungsmitglied der Brüsseler „Les XX“-Kunstlergruppe, die er aber 1886 verließ.
Er starb im Alter von 47 Jahren.